# Aleyrodes shizuokensis
Aleyrodes shizuokensis är en insektsart som beskrevs av Kuwana 1911. Aleyrodes shizuokensis ingår i släktet Aleyrodes och familjen mjöllöss. Inga underarter finns listade i Catalogue of Life.